# Albert Redlhammer mladší
Albert Redlhammer (15. listopadu 1858 Liberec – 15. prosince 1937 Jablonec nad Nisou) byl rakouský a český podnikatel v sklářském a bižuterním průmyslu německé národnosti.

## Biografie
Profesí byl obchodníkem v sklářském a bižuterním průmyslu. Pocházel z podnikatelské rodiny Redlhammerových, která od přelomu 18. a 19. století působila v Čechách, zpočátku v Praze, pak na Liberecku. Jeho otec Eduard Redlhammer (1829–1916) převzal v polovině století spolu s bratrem Albertem Redlhammerem textilní firmu Gebrüder Redlhammer. Roku 1882 ji přeložil do Jablonce nad Nisou, přičemž jeho synové Eduard Ludwig Redlhammer a Albert Redlhammer mladší ji přeorientovali na obchod se sklem a bižuterií. Podnik prosperoval a rozhodl se zaměřit na bižuterii ze skloporcelánové frity, kterou předtím vyráběla jen jedna továrna z Paříži. Nejpočetnějším sortimentem pak byla orientální perla, která se úspěšně prodávala v muslimských zemích. Albert vedl pobočku firmy v Berlíně. Oba bratři si roku 1885 ve Vratislavicích nad Nisou pronajali menší tovární areál a prováděli tam pokusy o výrobu skloporcelánové frity. Albert se jako odborník na chemii kvůli tomu v roce 1888 vrátil trvale z Berlína na Liberecko. Experimenty byly nakonec úspěšné a podnik rychle expandoval. V roce 1893 se většina výroby soustředila do Jablonce nad Nisou. Na přelomu století měla firma 350 zaměstnanců a asi 1000 domácích dělníků.
Zemřel v prosinci 1937. Smuteční rozloučení se konalo v libereckém krematoriu.